# Sujeto histórico
El sujeto histórico es un ente social que es capaz de transformar su realidad y con ello producir acontecimientos históricamente relevantes y diferentes relatos históricos, como puede ser algún descubrimiento o el comienzo de un proceso histórico.

## Interpretaciones y escuelas de pensamiento
- Si una persona individual es el sujeto histórico, entonces los individuos relevantes o destacados por distintos motivos son los que hacen la historia, siendo esta el registro de los hechos memorables de grandes personas o héroes. Esta es la manera más habitual de escribir la historia desde  Antigüedad.
- Para la interpretación institucionalista, son las instituciones (creación humana pero superadoras de la persona individual al que sobreviven) las verdaderas protagonistas de la Historia, y así sería el Imperio romano, la Monarquía feudal, la Monarquía absoluta o el Estado liberal los protagonistas de cada fase de la historia.
- La interpretación libertaria encuentra los sujetos históricos en los sectores sociales definidos por su función en torno al poder político, entendido este último como el dominio por la fuerza o conquista de un grupo (ej. el Estado o poder público) sobre otro grupo dedicado a actividades de naturaleza voluntaria (ej. sociedad civil, sector privado), a partir de lo cual se generan relaciones económicas e ideológicas, de convergencia o de tensión, entre otros aspectos.
- Para la interpretación providencialista únicamente Dios es el protagonista de la Historia y su verdadero sujeto, porque todo lo que ocurre entra dentro de su plan para la salvación de la gente, que más que ser sujeto es instrumento en las manos de Dios. Cualquier interpretación que ponga fuera de la gente el protagonismo puede compararse al providencialismo, sólo con ver la Nación, la Raza o la Clase como el sujeto histórico que por sí mismo está fuera de la historia (es inmutable), pero que utiliza como instrumento a los seres humanos reales en una especie de misión trascendental (unidad de destino en lo universal).
- Las más recientes renovaciones de la historiografía, como por ejemplo la microhistoria tienden a buscar sujetos aparentemente intrascendentes que permiten reconstruir el pasado desde un nuevo punto de vista. Igualmente puede decirse de la búsqueda de fuentes orales (historia oral), las voces de las minorías o el retorno a una historia narrativa.

### Interpretaciones materialistas
Por otra parte, para escuelas materialistas, que defienden diversas formas de materialismo histórico, los sujetos políticos o bien no existen o bien son secundarios, ya que factores materiales o infraestructurales, como el clima, la tecnología disponible, las catástrofes naturales o la abundancia de recursos naturales tienen un peso causal más importante que las acciones conscientes o deliberadas de cualquier actor histórico. El determinismo económico de Marx, el funcionalismo ecológico, el materialismo cultural de Marvin Harris y otros constructos teóricos son formas de materialismo donde las explicaciones generales prescienden o minimizan el papel de eventuales sujetos históricos.
- La interpretación marxista encuentra el sujeto histórico en las clases sociales, definidas por sus intereses económicos, relacionadas por los modos de producción y las relaciones de poder (ideología y superestructura), constituyendo el conjunto de todo ello la formación social histórica de cada momento y lugar.